# Chatkalite
La chatkalite è un minerale appartenente al gruppo della germanite.